# Мунхаус
Мунхаус, англ. Moon House/Moonhouse — скальные жилища периода Пуэбло III, расположенные на юго-востоке штата Юта, плато Сидар-Меса. Жилища создали носители археологической культуры анасази в период 1150—1300 гг. н. э.
Блумер (Bloomer, 1989) выделил в составе данного комплекса три помещения: M-1, M-2 и M-3, сооружённые в различные периоды. Как Блумер, так и другой исследователь, Дин (Dean), полагают, что различные помещения имели различное назначение. Если M-1, по-видимому, представляло собой жилое помещение примерно для 5 семей, то M-2 являлось складом, а M-3 играло церемониальную роль, в нём располагалась крупная кива.
Интересно отметить, что Блумер не обнаружил в каньоне других кив. Это означает, что Мунхаус был церемониальным центром для общин, проживавших на довольно обширной территории около каньона.
Название Мунхаус («лунный дом») связано с уникальными пиктограммами, обнаруженными в комнате I помещения M-1.
В последние годы возникла дискуссия по поводу обеспечения публичного доступа к памятнику, поскольку он расположен на государственной земле; против этого возражают Бюро по управлению землёй (Bureau of Land Management) и некоторые профессиональные археологи. Недавно Геологическая служба США (en:USGS) удалила Мунхаус и ряд других древних руин со своих карт.